# Лаура Святой Екатерины Сиенской
Лаура Святой Екатерины Сиенской, до монашества — Мария Лаура Монтойя-и-Упеги (исп. Laura di Santa Catarina da Siena, Maria Laura Montoya y Upeguí, 26 мая 1875, Херико, Антьокия — 21 октября 1949, Медельин) — католическая святая, основательница женской монашеской конгрегации Сестёр Миссионерок Непорочной Марии и святой Екатерины Сиенской. Первая святая из Колумбии. Вместе с Отрантскими мучениками и монахиней Марией Гваделупе Гарсией Савалой стала первой святой, канонизированной Римским папой Франциском.

## Биография

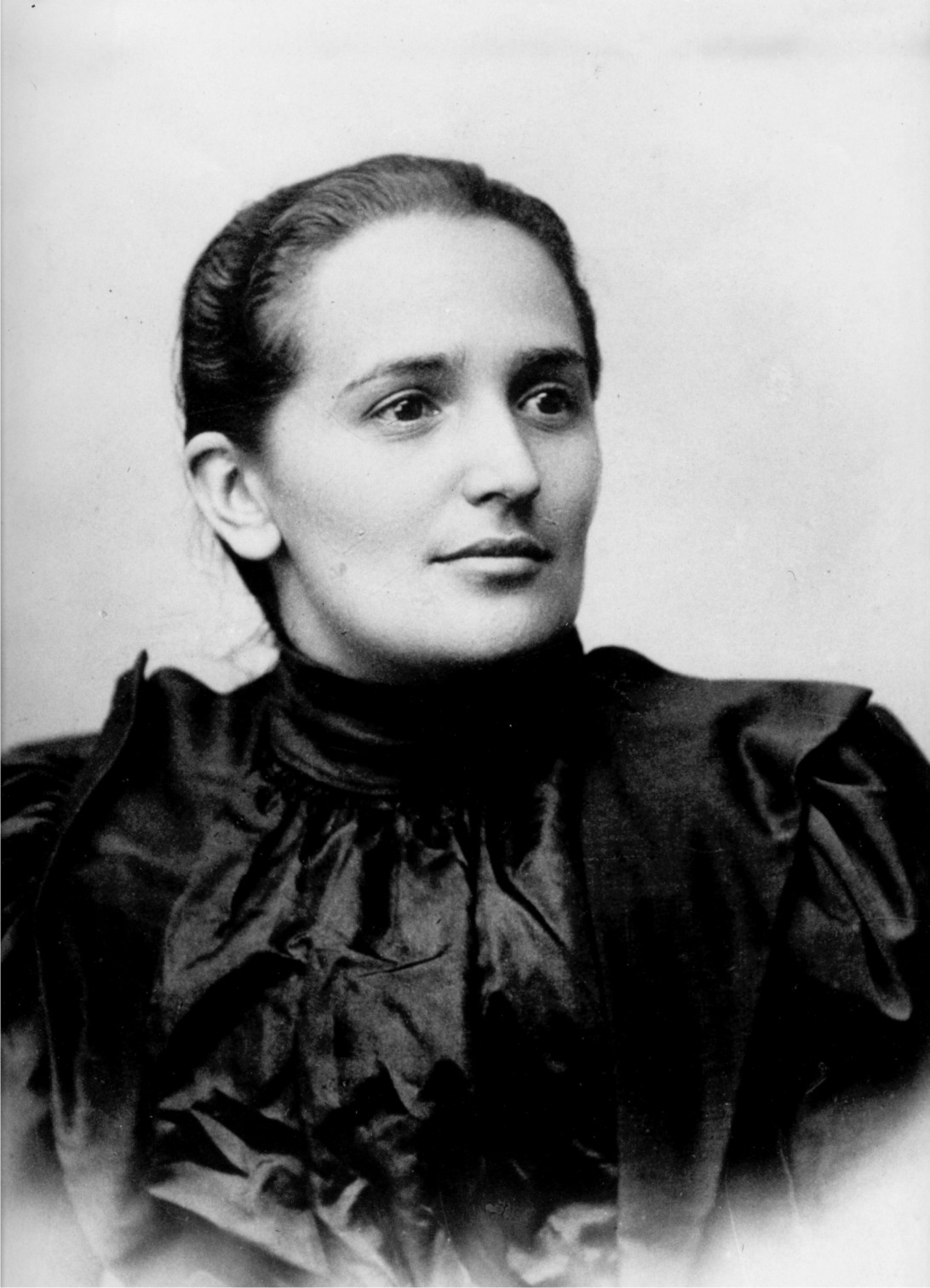
В бытность учительницей

Мария Лаура Монтойя-и-Упеги родилась 26 мая 1874 года в селении Херико департамента Антьокия, Колумбия. В раннем возрасте она потеряла своего отца, который был убит во время гражданской войны. Её образованием занималась мать. В 1881 году из-за тяжёлого экономического положения ее отправили в приют, которым управляла ее тётя по материнской линии, монахиня Мария де Хесус Упеги. 
Не получив начального образования, Мария Лаура смогла поступить в колледж «Normale de Institutoras» в Медельине, после окончания которого получила диплом учителя начальных классов, чтобы иметь доход и поддерживать мать, сталкивавшуюся с финансовыми трудностями. В 1886 году она перебралась жить на ферму, чтобы ухаживать за больной тётей, и именно там зародилось её желание стать монахиней.
В 1908 году она начала работать с коренными жителями регионов Ураба и Сараре, где основала «Дела индейцев». Монтойя хотела стать босой кармелиткой, но почувствовала тягу к миссионерству среди индейских народов и борьбе с расовой дискриминацией. 
В 1914 году Мария Лаура основала женскую общину, которая стала называться «Сёстры-миссионерки Непорочной Марии и Святой Екатерины Сиенской». В этом же году она основала в Медельине колледж Непорочного Зачатия.
5 мая 1914 года она вместе с несколькими монахинями основала группу под названием «Missionarie catechiste degli indios» и, покинув Медельин, отправилась в колумбийские джунгли проповедовать христианство индейцам.
В течение последних девяти лет Лаура Святой Екатерины Сиенской тяжело болела и была прикована к инвалидной коляске.
Скончалась 21 октября 1949 года, оставив после себя многочисленную женскую монашескую общину.

## Прославление
Лаура Святой Екатерины Сиенской была причислена к лику блаженных 25 апреля 2004 года Римским папой Иоанном Павлом II и канонизирована 12 мая 2013 года Римским папой Франциском.
День памяти в Католической церкви — 21 октября.